# Brandon Clarke
Brandon Clarke (Vancouver, 19 settembre 1996) è un cestista canadese con cittadinanza statunitense, professionista nella NBA con i Memphis Grizzlies.

## Carriera
Dopo essersi dichiarato eleggibile per il Draft NBA 2019, viene selezionato come 21ª scelta assoluta dai Oklahoma City Thunder, ed immediatamente girato ai Memphis Grizzlies.

## Statistiche

### NCAA
| Anno      | Squadra          | PG | PT | MP   | TC%  | 3P%  | TL%  | RP  | AP  | PRP | SP  | PP   |
| --------- | ---------------- | -- | -- | ---- | ---- | ---- | ---- | --- | --- | --- | --- | ---- |
| 2015-2016 | SJSU Spartans    | 31 | 3  | 23,5 | 63,4 | 16,7 | 56,1 | 5,6 | 1,5 | 0,7 | 1,3 | 8,8  |
| 2016-2017 | SJSU Spartans    | 30 | 30 | 31,9 | 59,2 | 33,3 | 57,2 | 8,7 | 2,3 | 1,2 | 2,5 | 17,3 |
| 2018-2019 | Gonzaga Bulldogs | 37 | 36 | 28,1 | 68,7 | 26,7 | 69,4 | 8,6 | 1,9 | 1,2 | 3,1 | 16,9 |
| Carriera  | Carriera         | 98 | 69 | 27,8 | 63,9 | 25,0 | 61,8 | 7,7 | 1,9 | 1,0 | 2,3 | 14,5 |

#### Massimi in carriera
- Massimo di punti: 36 (2 volte)[1]
- Massimo di rimbalzi: 16 vs San Francisco (7 febbraio 2019)
- Massimo di assist: 6 vs Air Force (18 febbraio 2017)
- Massimo di palle rubate: 3 (4 volte)
- Massimo di stoppate: 6 (4 volte)
- Massimo di minuti giocati: 43 vs Air Force (18 febbraio 2017)

### NBA

#### Regular Season
| Anno      | Squadra           | PG  | PT | MP   | TC%  | 3P%  | TL%  | RP  | AP  | PRP | SP  | PP   |
| --------- | ----------------- | --- | -- | ---- | ---- | ---- | ---- | --- | --- | --- | --- | ---- |
| 2019-2020 | Memphis Grizzlies | 58  | 4  | 22,4 | 61,8 | 35,9 | 75,9 | 5,9 | 1,4 | 0,6 | 0,8 | 12,1 |
| 2020-2021 | Memphis Grizzlies | 59  | 16 | 24,0 | 51,7 | 26,0 | 69,0 | 5,6 | 1,6 | 1,0 | 0,9 | 10,3 |
| 2021-2022 | Memphis Grizzlies | 64  | 1  | 19,5 | 64,4 | 22,7 | 65,4 | 5,3 | 1,3 | 0,6 | 1,1 | 10,4 |
| 2022-2023 | Memphis Grizzlies | 56  | 8  | 19,5 | 65,6 | 16,7 | 72,3 | 5,5 | 1,3 | 0,6 | 0,7 | 10,0 |
| 2023-2024 | Memphis Grizzlies | 6   | 1  | 22,3 | 55,9 | 16,7 | 14,3 | 5,3 | 1,5 | 0,8 | 1,0 | 11,3 |
| 2024-2025 | Memphis Grizzlies | 64  | 18 | 18,9 | 62,1 | 5,9  | 70,1 | 5,1 | 1,0 | 0,8 | 0,6 | 8,3  |
| Carriera  | Carriera          | 307 | 48 | 20,8 | 60,6 | 26,6 | 69,8 | 5,5 | 1,3 | 0,7 | 0,8 | 10,2 |

#### Play-off
| Anno     | Squadra           | PG | PT | MP   | TC%  | 3P% | TL%  | RP  | AP  | PRP | SP  | PP   |
| -------- | ----------------- | -- | -- | ---- | ---- | --- | ---- | --- | --- | --- | --- | ---- |
| 2021     | Memphis Grizzlies | 2  | 0  | 4,5  | 50,0 | -   | -    | 0,5 | 0,0 | 0,0 | 0,5 | 1,0  |
| 2022     | Memphis Grizzlies | 12 | 0  | 24,7 | 61,5 | 0,0 | 66,7 | 6,9 | 2,0 | 0,8 | 0,8 | 12,3 |
| Carriera | Carriera          | 14 | 0  | 21,8 | 61,3 | 0,0 | 66,7 | 6,0 | 1,7 | 0,6 | 0,8 | 10,7 |

#### Massimi in carriera
- Massimo di punti: 27 (2 volte)[2]
- Massimo di rimbalzi: 15 (2 volte)
- Massimo di assist: 5 (4 volte)
- Massimo di palle rubate: 4 vs Washington Wizards (2 marzo 2021)
- Massimo di stoppate: 5 (2 volte)
- Massimo di minuti giocati: 37 vs Minnesota Timberwolves (26 aprile 2022)

## Palmarès
- NBA Summer League First team (2019)
- NBA Summer League MVP (2019)
- NBA All-Rookie First Team (2020)